# 趙庸
趙庸，河南江北等處行中書省廬州（今安徽省合肥市）人，明初军事人物。趙仲中弟。
其早年和兄趙仲中镇守水寨屯兵巢湖，后归顺朱元璋。后升为參知政事，与俞通海、廖永忠等人进攻康郎山，后占领武昌、廬州、安豐、淮東、海安、泰州，升任中書左丞，进攻山东。洪武元年兼任太子副詹事，后随大军攻破河南、河北、山西、陕西。跟随常遇春北追元帝。后与李文忠攻慶陽、應昌。功劳本最大，但因在應昌私納奴婢，不得封公，则为南雄侯。此后，平定福建、广东叛乱，斩首八千余人。洪武二十年，与燕王朱棣出古北口，招降乃兒不花。后因胡惟庸案受牵连而被杀。